# Архангело-Тюриковский переулок
Архангело-Тюриковский переулок — улица на севере Москвы, в районе Северный Северо-Восточного административного округа между Челобитьевским шоссе и храмом Успения Пресвятой Богородицы в Архангельском-Тюрикове.

## Происхождение названия
Безымянный проезд получил название Архангело-Тюриковский переулок в январе 2018 года по историческому названию села Архангельское-Тюриково. Переулок стал первым в районе Северный.

## Описание
Переулок начинается от Челобитьевского шоссе, проходит на север до храма Успения Пресвятой Богородицы в Архангельском-Тюрикове. Далее просёлочная пешеходная дорога выходит на бульвар Академика Ландау. Протяжённость переулка — около 800 метров. По лесной стороне переулка можно увидеть в специальной ограде древний дуб возрастом около 350 лет.